# Азевил
Азевил (фр. Azeville) насеље је и општина у северној Француској у региону Доња Нормандија, у департману Манш која припада префектури Шербур-Октевил.
По подацима из 2011. године у општини је живело 82 становника, а густина насељености је износила 27,33 становника/km². Општина се простире на површини од 3 km². Налази се на средњој надморској висини од 20 метара.

## Демографија
| 1962. | 1968. | 1975. | 1982. | 1990. | 1999. | 2011. |
| ----- | ----- | ----- | ----- | ----- | ----- | ----- |
| 95    | 102   | 109   | 83    | 73    | 78    | 82    |

График промене броја становника у току последњих година